# Московський державний академічний симфонічний оркестр
Московський державний академічний симфонічний оркестр (Московский государственный академический симфонический оркестр, МГАСО) - музичний колектив, створений 1943 року за наказом Й. Сталіна. Першим його диригентом був Лев Штейнберг. У 1960-1989 оркестр очолювала Вероніка Дударова, з 1989 - Павло Коган.